# Brodo di lisogenia

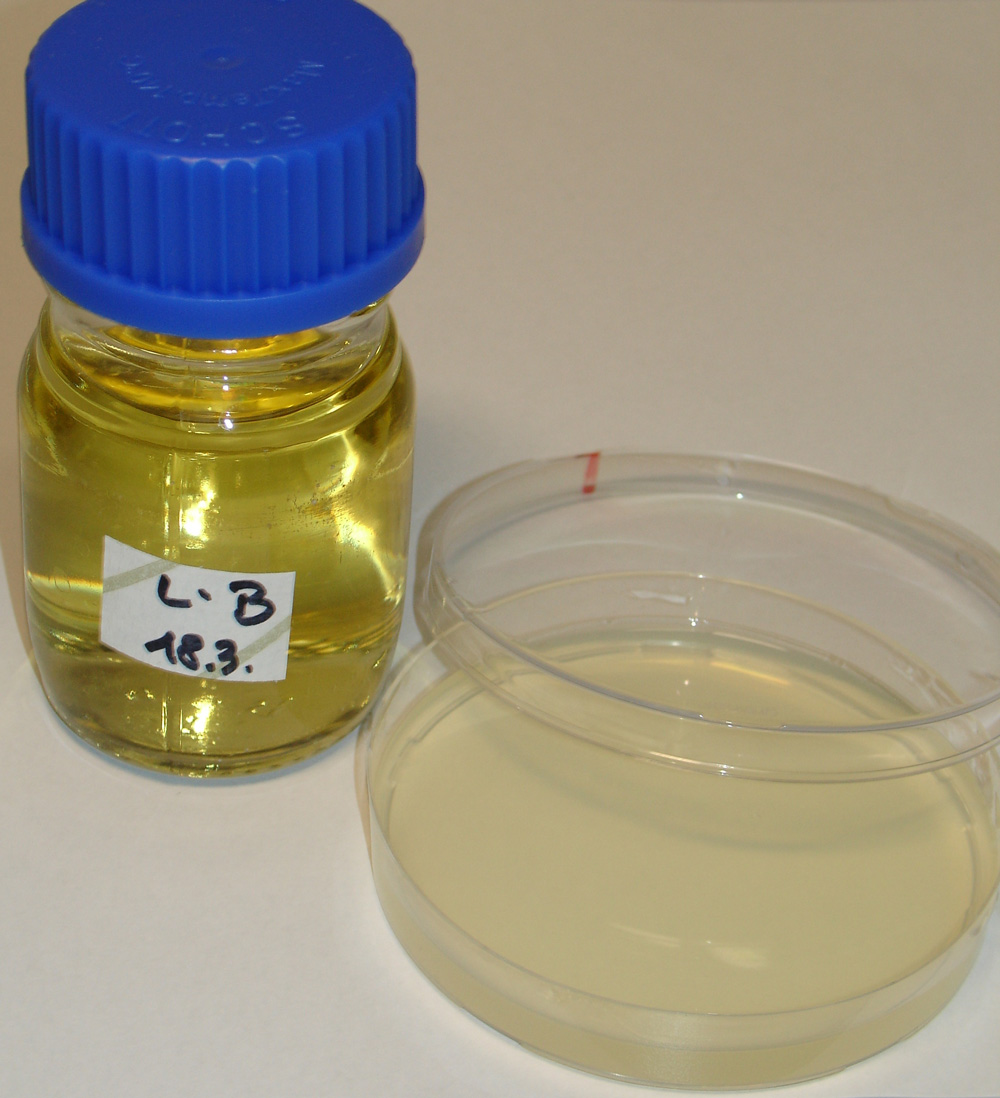
Bottiglia media LB e piastra di agar LB

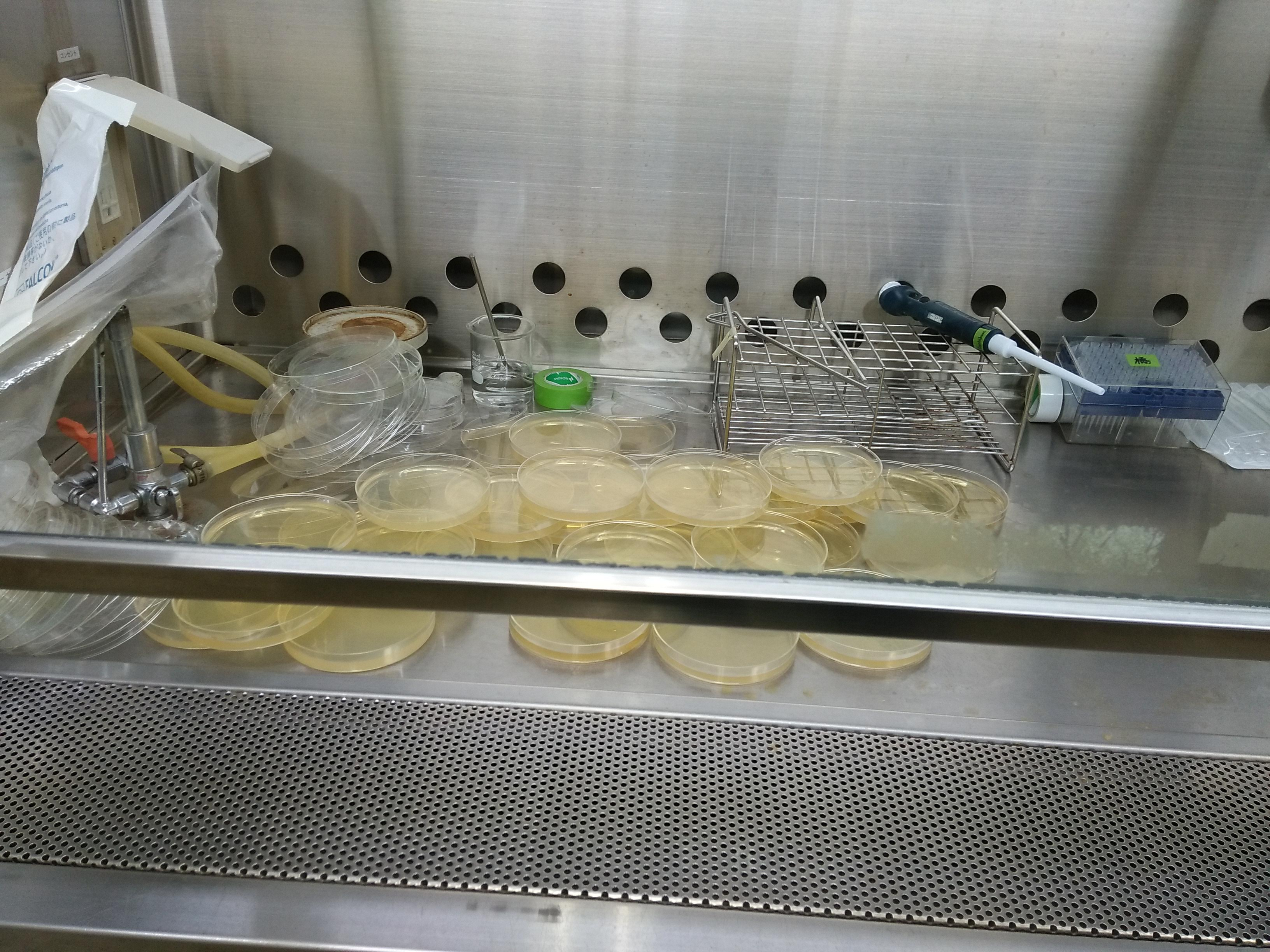
Piastra media di agar LB

Il brodo di lisogenia (LB) è un terreno di coltura nutrizionalmente ricco utilizzato principalmente per la crescita dei batteri. Il suo creatore, Giuseppe Bertani, intendeva indicare LB come brodo di lisogenia, ma LB è anche arrivato a significare colloquialmente brodo di Luria, brodo di Lennox o terreno di Luria-Bertani. La formula del mezzo LB fu pubblicata nel 1951 nel primo articolo di Bertani sulla lisogenia. In questo articolo ha descritto l'esperimento a raffica singola modificato e l'isolamento dei fagi P1, P2 e P3. Aveva sviluppato il mezzo LB per ottimizzare la crescita di Shigella e la formazione di placca.
Le formulazioni dei media LB sono state uno standard industriale per la coltivazione dell'Escherichia coli già negli anni 1950. Questi media sono stati ampiamente utilizzati nelle applicazioni di microbiologia molecolare per la preparazione del DNA plasmidico e delle proteine ricombinanti. Continua ad essere uno dei media più comuni usati per mantenere e coltivare ceppi ricombinanti di laboratorio di Escherichia coli.  Per gli studi fisiologici, tuttavia, l'uso del mezzo LB deve essere scoraggiato.
Esistono diverse formulazioni comuni di LB. Sebbene siano diverse, generalmente condividono una composizione un po' simile di ingredienti utilizzati per promuovere la crescita, tra cui:
- Peptidi e peptoni della caseina
- Vitamine (comprese quelle del gruppo B)
- Elementi in tracce (ad es. azoto, zolfo, magnesio)
- Minerali

Gli ioni sodio per il trasporto e l'equilibrio osmotico sono forniti dal cloruro di sodio. Il triptone viene utilizzato per fornire amminoacidi essenziali come peptidi e peptoni ai batteri in crescita, mentre l'estratto di lievito viene utilizzato per fornire una pletora di composti organici utili per la crescita batterica. Questi composti comprendono vitamine e alcuni oligoelementi.
Nel suo documento originale del 1951, Bertani usava 10 grammi di NaCl e 1 grammo di glucosio per 1 L di soluzione. Luria nel suo "L brodo" del 1957 copiò esattamente la ricetta originale di Bertani. Le ricette pubblicate in seguito hanno in genere escluso il glucosio.

## Formule
Le formulazioni generalmente differiscono nella quantità di cloruro di sodio, fornendo così la selezione delle condizioni osmotiche appropriate per il particolare ceppo batterico e le condizioni di coltura desiderate. Le formulazioni a basso contenuto di sale, Lennox e Luria, sono ideali per colture che richiedono antibiotici sensibili al sale.
- LB-Miller (10 g / L NaCl)
- LB-Lennox (5 g / L NaCl)
- LB-Luria (0,5 g / L NaCl)

## Preparazione

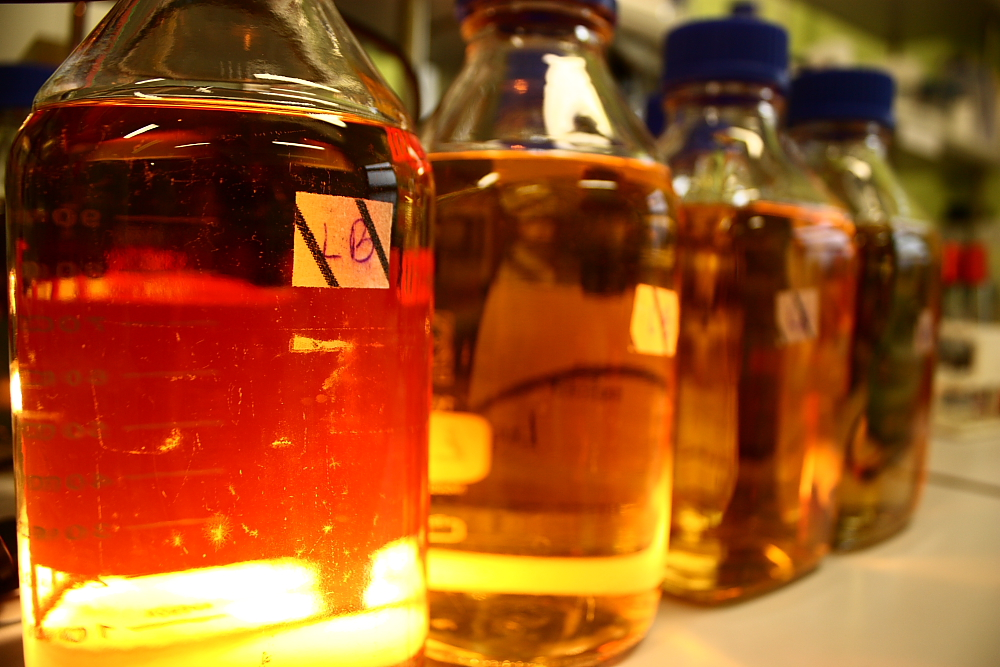
Mezzo LB

Di seguito è riportato un metodo comune per la preparazione di 1 litro di LB:
- Formula: 
  - 10 g di triptone
  - 5 g di estratto di lievito
  - 10 g di NaCl
- Sospendere i solidi in ~ 800 ml di acqua distillata o deionizzata.
- Aggiungere ulteriore acqua distillata o acqua deionizzata, in un cilindro di misurazione per garantire la precisione, per un totale di 1 litro.
- Autoclave a 121 °C per 20 minuti.
- Dopo il raffreddamento, agitare per garantire la miscelazione e l'LB è pronto per l'uso.

### Regolazione del pH
Prima della sterilizzazione in autoclave, alcuni laboratori regolano il pH di LB a 7,5 o 8 con idrossido di sodio. Tuttavia, l'idrossido di sodio non fornisce alcuna capacità tampone al mezzo e ciò provoca rapidi cambiamenti del pH durante la coltivazione dei batteri. Per ovviare a questo, alcuni laboratori preferiscono regolare il pH con 5-10 tampone TRIS mmol/L, diluito da 1 mol/l Calcio TRIS al pH desiderato. Tuttavia, non è assolutamente necessario regolare il pH per la maggior parte delle situazioni. Alcuni laboratori regolano il pH su 7.0 solo come precauzione.
Poiché anche il buffering con Tris sarà in gran parte inefficace di fronte a una crescita batterica sostanziale, la regolazione del pH di LB in questo modo particolare di solito non è necessaria. Pertanto, l'uso di Tris in alcune ricette di brodo (specialmente quando la coltura sarà conservata a temperatura ambiente per lunghi periodi di tempo) può essere considerato una procedura superstiziosa senza molto fondamento scientifico.